# Nissan 200SX
Określenie Nissan 200SX odnosi się do kilku modeli sportowego samochodu osobowego japońskiej firmy Nissan Motors. Samochody te były produkowane pod tą nazwą od 1974 roku do 2002. 
Pierwszy jego pokaz odbył się w roku 1977. Nissan w Stanach Zjednoczonych miał jeszcze nazwę Datsun. Auto niezbyt się sprzedało, gdyż Japończycy wciąż nie mieli takiej dominacji rynku samochodowego jak dziś na terenach Ameryki Północnej. Model ten oznaczono S10. Były także egzemplarze z silnikiem 2.4, oznaczane jako Datsun 240Z, który to jest protoplastą obecnego Nissana 350Z.
W roku 1980 auto zmieniło się całkowicie – seria S110 była sprzedawana w Europie i Japonii jako Silvia, w Australii i Nowej Zelandii jako Gazelle, a w Meksyku jako Sakura. Oferowano coupé – hatchbacka i "notchbacka" z tzw. hardtopem. W latach 1981–82 200SX sprzedawany w Stanach Zjednoczonych posiadał silnik Z20E o pojemności dwóch litrów, stu koniach mechanicznych i czterech cylindrach. Lata 1982-83 to zwiększenie pojemności silnika do 2.2 litra, zwiększenie mocy do 102 koni i zmiana oznaczenia na Z22E. Te auta sprzedawały się długo bardzo dobrze i można je wciąż spotkać na drogach.
W roku 1984 wprowadzono serię S12. I znów całkowita zmiana wyglądu samochodu. 200SX posiadał ją aż do roku 1989, gdy to zmieniono go w USA na S13, oznaczany 240SX. Część egzemplarzy tej generacji dostała nowy silnik oznaczany CA18DET – o pojemności 1.8, doładowany turbiną, posiadający moc 169 koni. W roku 1987 zaoferowano model SE, który posiadał bardzo potężny silnik o pojemności 3.0 litra (SOHC V6 o mocy 160 koni). Ten silnik posiadała także pierwsza generacja Nissana 300ZX. W tym samym roku udało się zwiększyć moc do 165 koni, co stało się później znakiem końca produkcji S12.
S13 – model ten był oferowany w Europie jako 200SX, miał silnik o pojemności 1.8 litra (DOHC) CA18DET, doładowany turbiną, posiadający dwa warianty mocy – 169 (Europa) oraz 175 (Japonia) koni. Na części rynków miał nazwę 180SX, natomiast w USA był to 240SX z silnikiem 2.4 litra, bez turbiny. W roku 1993 wypuszczono nową generację – S14 z silnikiem 2.0 litra SR20DET. Natomiast trzy lata później zaprezentowano 220 konną S14a, która to praktycznie kończyła serię 200SX.
W Japonii model S13 produkowany był równolegle z wersją S14 do roku 1998. Japońska wersja oprócz kierownicy po prawej stronie różniła się deska rozdzielcza, oferowano również wariant z wyświetlaczem HUD, elektronicznym sterowaniem nawiewów i klimatyzacji oraz AirBag.
Jedynie w 2000 roku ujrzały światło dzienne limitowane S15 Silvia oznakowane jako 200SX.